# Asturie
Il Principato delle Asturie (in spagnolo Principado de Asturias, in asturiano Principáu d'Asturies; in eonaviego Principao d'Asturias) è una comunità autonoma della Spagna settentrionale, è composta da una sola provincia, di cui l'erede al trono spagnolo è tradizionalmente principe.
La superficie è di circa 10 000 chilometri quadrati, mentre la sua popolazione supera leggermente il milione di abitanti. Le lingue ufficiali sono lo spagnolo e l'asturiano. Il suo capoluogo è la città di Oviedo (in asturiano Uviéu), mentre Gijón (Xixón) è la più abitata. Altri centri importanti sono Avilés, Mieres, Langreo (Llangréu), Cangas de Onís (Cangues d'Onís), Villaviciosa, Cangas del Narcea e Llanes.

## Topografia
Le Asturie sono formate da varietà e diversità di luoghi, da alte e scoscese montagne a coste frastagliate alternate da lunghe ed apprezzate spiagge oceaniche a breve distanza dalle prime.

### Posizione
La regione è situata nella costa settentrionale spagnola. Confina ad ovest con la Galizia, a est con la Cantabria, a sud con Castiglia e León e a nord è bagnata dal Mar Cantabrico.
Dopo la morte di Pelagio (attorno all'anno 737), che governò le Asturie - come suo figlio Favila - come un semplice Principato, il territorio asturiano aveva più o meno le dimensioni attuali.
Già nel libro Liber Testamentorum del vescovo Pelagio, nel XII secolo, si definisce la provincia delle Asturie come:
«Intra fines asturiarum a pirineis montibus usque in ora maris a flumine magno quod dicitur Ove usque in flumin quod dicitur Deva»
Nella maggior parte delle cartine fatte a partire dal XVI secolo si vede una provincia divisa in due parti: La Asturias de Oviedo e la Asturias de Santillana. Quella di Oviedo aveva la sua frontiera occidentale nel fiume Eo e dalla parte orientale nel fiume Sella, dove cominciava la parte di Santillana. Questa arrivava fino a San Andero, vicino a Santander, che in quel periodo faceva parte del territorio di Vizcaya, che più tardi, insieme a Laredo, Santoña e Cabezón de la Sal formò il territorio "de las Cuatro Villas" dal quale successivamente è sorta la regione di Cantabria. A sud le Asturie confinano con la Cordigliera Cantabrica.
Nella mappa disegnata nel 1700 da Charles Hubert (primo geografo del re di Spagna) comincia a essere nominato il Principato delle Asturie, diviso ancora tra Santillana e Oviedo.
Poiché nel 1835 fu adottata la divisione provinciale secondo il modello "francese", fu disegnato il profilo attuale della regione, e scomparve momentaneamente la Asturias de Santillana, in modo da integrare il territorio, dal fiume Deva in poi nella provincia di Santander.

### Orografia

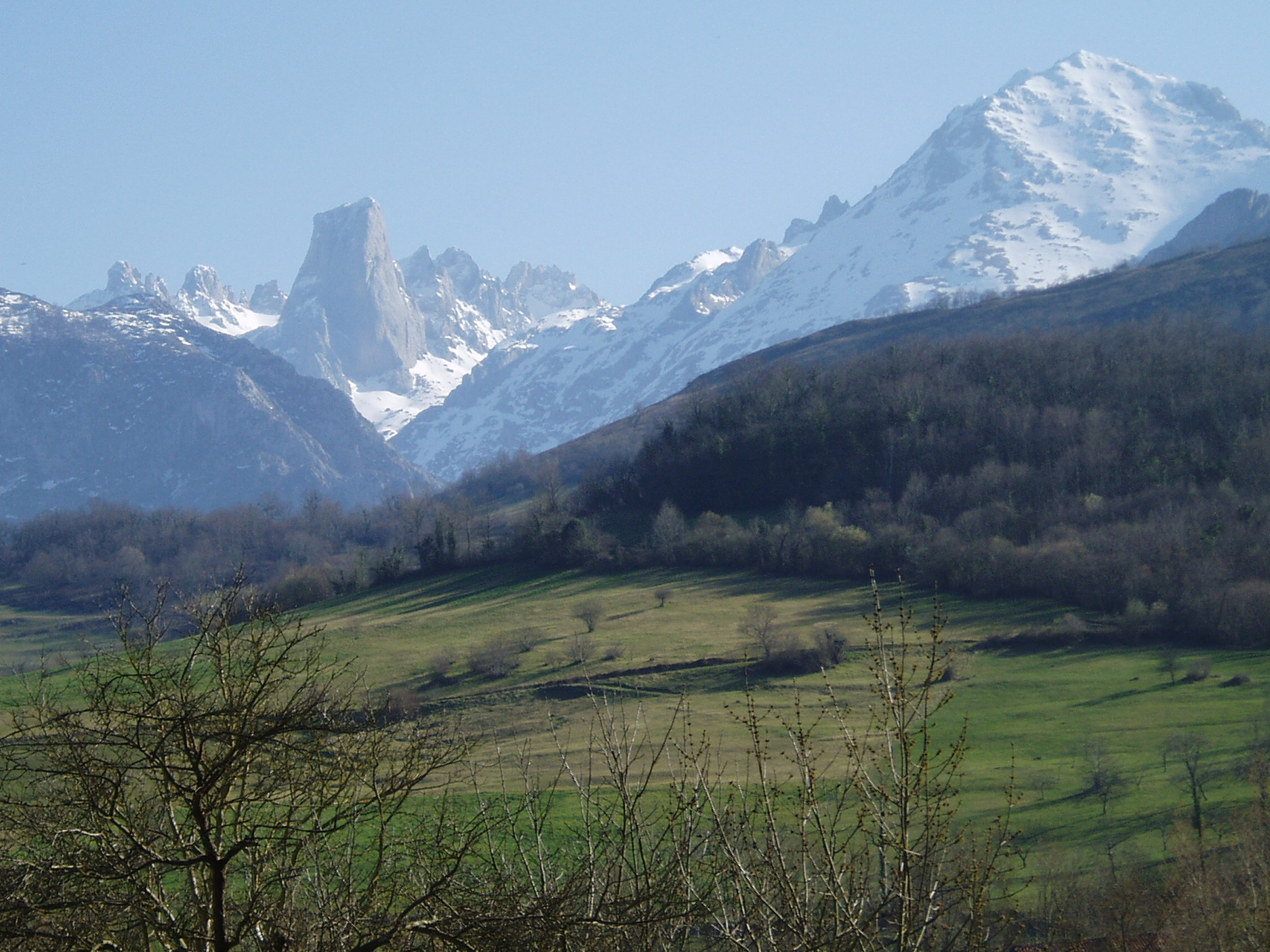
I Picos de Europa con l'inconfondibile Naranjo de Bulnes (asturiano: Picu Urriellu)

La Cordigliera Cantabrica raggiunge nelle Asturie, specialmente in prossimità del confine con la Provincia di León, le altitudini più elevate e gli scenari forse più suggestivi e famosi dell'intera catena, culminanti nei ben noti Picos de Europa nella parte orientale. I Picos raggiungono i 2 648 metri di altitudine massima col monte Torrecerredo, ma è degno di nota anche il celebre Naranjo de Bulnes (o Pico Urrielu), un suggestivo monte a forma conica con pareti pressoché verticali per 500 metri, alto in totale 2 519 metri. È situata nei Picos de Europa anche la famosa Garganta del Cares, un suggestivo canyon lungo 9 chilometri attraversabile esclusivamente a piedi in una gola naturale affascinante scavata dal fiume Cares.
Oltre ai Picos di notevole interesse un'altra catena meno orientale, sempre in gran parte formata di calcare, costituita dalle cime che rientrano nel Parco Naturale del Redes, i centrali Ubiñas a sud di Oviedo ed il Parco Naturale di Somiedo ad ovest. I monti Cantabrici, specialmente nella parte dei Picos, sono molto apprezzati per attività sportive come scalate, camminate, sci, estendendosi per circa 200 chilometri in totale, sconfinando nelle vicine Galizia e Cantabria.
Il dato curioso dei monti asturiani è che si innalzano in maniera rapidissima dopo un piccolo tratto collinare che li separa dal mare, distante soltanto 20 km.

### Coste

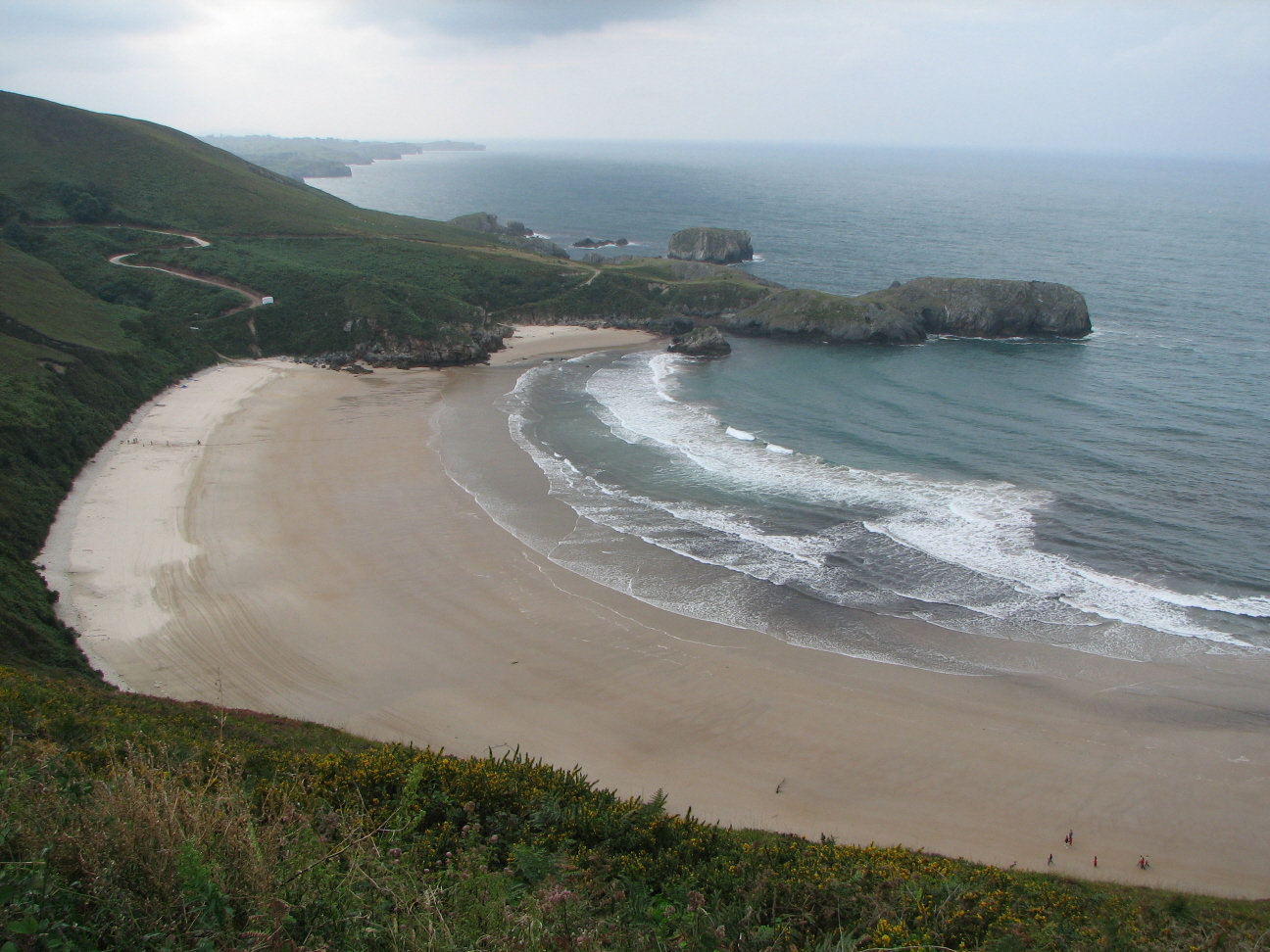
Tipico esempio di costa asturiana, ampie spiagge tra scogliere impervie, qui la Torimbia e la Ballota nei pressi di Llanes

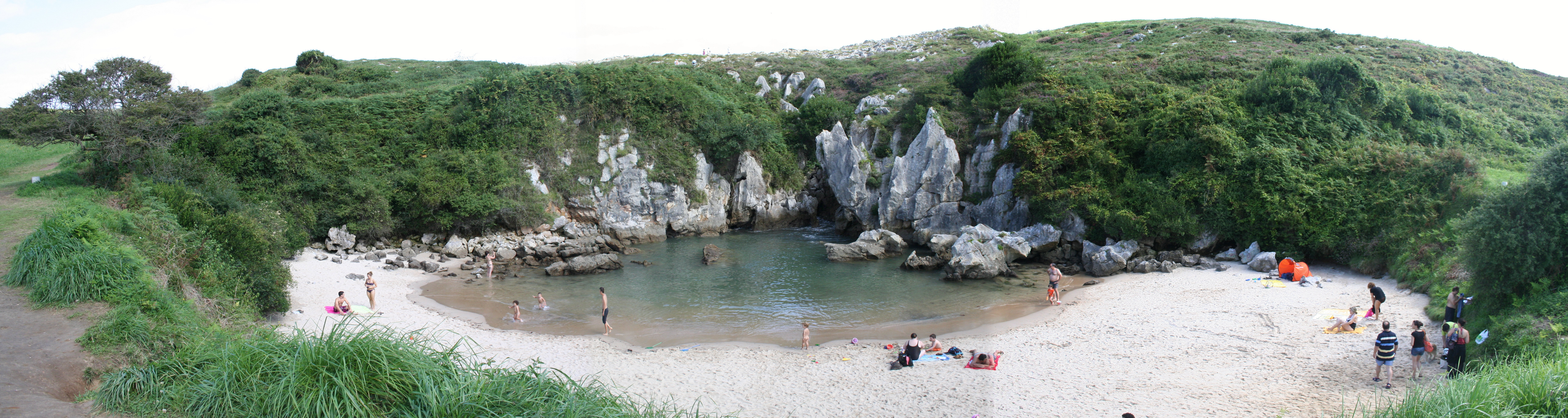
La particolare spiaggia di Gulpiyuri nei pressi di Llanes

La costa asturiana è molto lunga e presenta centinaia di spiagge, piccole baie e caverne marine naturali. Uno degli esempi più celebri è la nota Playa del Silencio ("Spiaggia del Silenzio") vicino al caratteristico villaggio peschereccio di Cudillero, poco ad ovest di Gijón, ma anche molte spiagge intorno al centro balneare di Llanes, come il Barro, la Ballota, il Torò e la Torimbia (quest'ultima destinata anche ai nudisti). In particolare la costa di Llanes è molto conosciuta anche per un fenomeno naturale particolare, i bufones, degli spruzzi violenti e improvvisi d'acqua e vapore che fuoriescono da fessure sul terreno: non si tratta di attività geotermica, anche se c'è una certa affinità con i geyser a prima vista, ma è l'Oceano che si insinua nel sottosuolo scoglieroso, come dimostrano varie caverne naturali molto suggestive nell'area, tra tutte la Cueva Bolado e, in giornate di particolare vento ed alta marea, tende a fuoriuscire da buchi scavati con l'erosione. Molte delle spiagge asturiane sono sabbiose, pulite e circondate da suggestive scogliere. Nei pressi di Salinas la costa è più piatta e sabbiosa ed è protetta per l'importanza nella biosfera.
Tra i numerosi promontori è da evidenziare Cabo Vidio che si estende verso nord, una lingua di terra rocciosa molto apprezzata per i paesaggi che offre, e Cabo Peñas, che raggiunge le latitudini più elevate della comunità.

### Idrografia
Per il suo territorio mutevole, non ci sono grandi fiumi nelle Asturie. Sono tutti decisamente brevi e con portata relativamente modesta. Spiccano il Cares, sfruttato per ricavare energia idroelettrica (la famosa ruta nella Garganta del Cares è stata del resto creata per costruire poi la centrale elettrica), e l'Eo, che segna però gran parte del confine con la Galizia. Si segnalano inoltre il Nora ed il Deva.
Anche i laghi sono piuttosto piccoli, anche se alcuni godono di ottima fama, specialmente quelli montani, tra tutti i due piccoli ma celebri Laghi di Enol.

## Organizzazione territoriale
Secondo lo statuto di autonomia delle Asturie, la Comunità è divisa in 78 concejos, figura che corrisponde al municipio. La entità di minoranza al conzejo è la parrocchia civile, che non deve per forza coincidere con la parrocchia ecclesiastica. Dentro ad ogni parrocchia si amministrano i diversi quartieri.

## Società

### Evoluzione demografica
La popolazione attuale è caratterizzata dal maggior tasso di mortalità di tutta la Spagna (12 per mille) e il più basso tasso di natalità (6 per mille), perciò dal 1987 la popolazione sta diminuendo. C'è tuttavia da sottolineare che le grandi città mantengono sostanzialmente lo stesso numero di abitanti, il che significa che la diminuzione è molto più sensibile nelle aree rurali, specialmente quelle più interne:
| 1800      | 1900      | 1910      | 1920      | 1930      | 1940      | 1950      | 1960      | 1970      | 1981       |
| 350 000   | 627 069   | 685 131   | 743 726   | 791 855   | 836 642   | 888 149   | 989 344   | 1 045 635 | 1 127 007  |
| 1991      | 1996      | 1998      | 1999      | 2000      | 2001      | 2002      | 2003      | 2004      |            |
| 1 098 725 | 1 087 885 | 1 081 834 | 1 084 314 | 1 076 567 | 1 075 329 | 1 073 971 | 1 075 381 | 1 073 761 | Fonte: INE |

## Storia

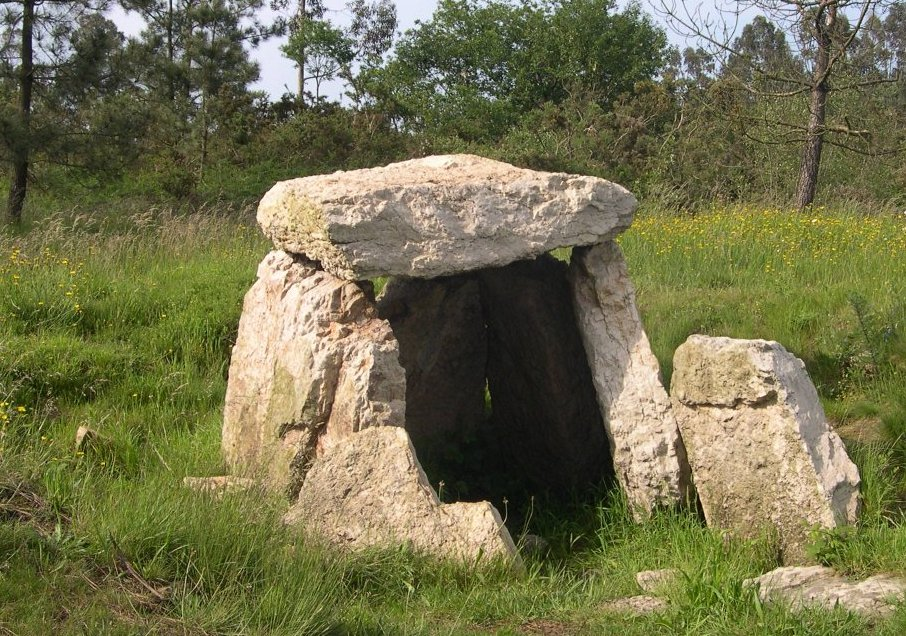
Dolmen sul Monte Areo che testimonia la presenza umana già in tempi preistorici.

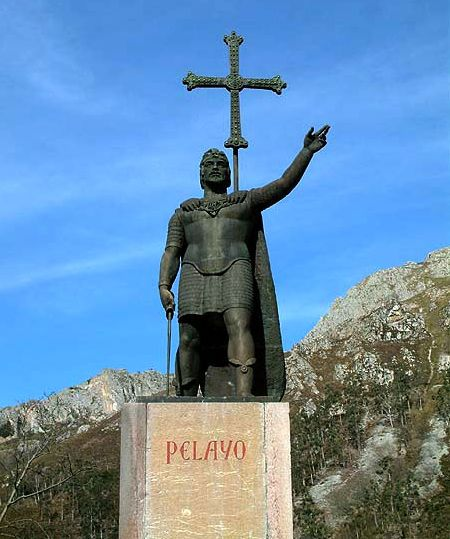
La statua di Pelagio a Covadonga.

### Preistoria
Insediata da gruppi umani sin dal Paleolitico inferiore, durante il Paleolitico superiore la regione fu caratterizzata dalle pitture rupestri nella parte orientale della Comunità. Nel mesolitico si sviluppò una cultura molto particolare, l'Asturiano, mentre la successiva età del bronzo, si caratterizza per i megaliti e i cosiddetti tumuli. Nell'età del ferro il territorio fu influenzato dalla Castrocultura.

### Romani e Barbari
La conquista romana avvenne tra il 29 e il 19 a.C. ove le legioni si scontrarono con la confederazioni dei celtiberi degli Asturi (da cui il nome della regione), composta da varie tribù come i Luggoni e i Pesico.
Nel 379 l'imperatore Graziano scelse un generale iberico, Teodosio I per farne l'imperatore d'Oriente. 
Convertito al Cristianesimo nel 380, Teodosio ne fece la religione di Stato. Proibendo le versioni eretiche dell'arianesimo e dei manichei e i culti pagani. Egli, dopo aver eliminato un usurpatore in Occidente nel 388, regnò sulla totalità dell'Impero romano. L'unità fu di breve durata, alla sua morte l'impero fu diviso tra i suoi due figli.
Il 31 dicembre 406, spinti dagli Unni, alcuni popoli germanici attraversano il Reno ed entrano in Gallia. Questi popoli furono in seguito sospinti verso la penisola iberica. I Suebi si stabilirono in Galizia mentre i Vandali e gli Alani scesero verso l'Andalusia.
In questo periodo, Alarico I, capo dei Visigoti, conquistò Roma nel 410. Il suo successore, Ataulfo, sposò, nel 414, Galla Placidia, figlia dell'imperatore Teodosio. Scacciato dal governo di Ravenna, si trasferì in Spagna. Da allora le guerre tra barbari si moltiplicarono nella penisola iberica.
Con il tempo questi popoli s'integrarono parzialmente con la popolazione romana iberica, alcuni di questi popoli barbari, come i Visigoti e i Franchi, si allearono con l'impero per arrestare le orde unne di Attila nel 451. Questa coalizione affrontò gli Unni nella Battaglia dei Campi Catalaunici, presso Orléans, dove trovò la morte Teodorico I.
Poco dopo il re dei Visigoti, Eurico, prese il controllo di quasi tutta la penisola, divenendo il primo monarca spagnolo, mentre l'impero romano scomparve. Questo monarca, di fede ariana, impose anche al re svevo delle Asturie di convertirsi alla sua fede.

### L'arianesimo spagnolo e la riconversione al Cattolicesimo
Nel 325 un vescovo di Cordova aveva fatto convocare dall'imperatore Costantino I il primo concilio ecumenico a Nicea, per far condannare le idee subordinazioniste (Cristo subordinato a Dio). Questo fatto indica che anche in terra iberica a quel tempo le idee ariane erano molto diffuse, molto prima dell'arrivo dei barbari.
La venuta in terra iberica dei Visigoti, pure loro ariani, contribuì ad affermare maggiormente l'arianesimo nella penisola. Pur essendo solo all'incirca il 5% della popolazione della penisola, imposero l'arianesimo come religione dello Stato. I riti venivano tenuti in lingua gota e l'arcivescovo ariano di Toledo, capitale del reame goto, era pure il primate di Spagna.
Il clero cattolico si rifugiò nelle campagne. Sorsero degli edifici religiosi, eremi e monasteri in regioni discoste. In gran parte la popolazione ispano-romana rimase cattolica, la popolazione urbana diminuì e le città si chiusero su sé stesse.
Nell'ultimo quarto del VI secolo il re visigoto Leovigildo sposò Teodosia, sorella cattolica di Isidoro di Siviglia. Il re cercò di riconciliare i visigoti e gli ispano-romani e si allineò al simbolo di Nicea per quel che concerne la natura del Cristo. Uno dei suoi figli sposò una delle nipoti cattoliche di Clodoveo. Un altro figlio, Ricaredo, si convertì al cattolicesimo nel 587 e abiurò ufficialmente l'arianesimo durante il concilio di Toledo nel 589, coinvolgendo la regina, tutta la corte e tutti i vescovi visigoti eretici. L'arcivescovo di Toledo rimase primate di Spagna e la Chiesa fu sostenuta dai sovrani. Questi nominavano i vescovi che, in cambio, esercitavano un controllo sull'amministrazione reale.
Ma i visigoti dovettero fronteggiare epidemie, carestie e incursioni franche. Tutto questo accompagnato da frequenti guerre fratricide per le successioni al trono. Un pretendente al trono di Toledo, Akhila, rifugiato a Ceuta (Marocco), ebbe la sventurata idea di assicurarsi la vittoria sul suo nemico Roderico chiedendo l'aiuto delle truppe del Maghreb per cui, nel 711, Tariq ibn Ziyad attraversò lo stretto che da allora è associato al suo nome.

### Espansione dell'islam e resistenza cattolica
I settemila uomini di Tariq non erano Arabi, ma Berberi, il cui territorio nordafricano era appena stato occupato dagli Arabi che in tal modo se ne sbarazzarono per diminuire la loro resistenza. L'antagonismo esistente tra queste due etnie, che divennero i nuovi signori della Spagna, rese fragile il regno musulmano di Spagna sin dall'inizio. La folgorante conquista iniziale fu ottenuta in quanto la popolazione ispano-romana, che costituiva la grande maggioranza della popolazione iberica, semplicemente non si sentì coinvolta in questi eventi e li percepì solo come un cambiamento di padrone. In tre anni la penisola fu interamente occupata, ad eccezione della Cordigliera Cantabrica (futuro regno delle Asturie) all'estremo nord-ovest del paese, dove i rilievi montuosi raggiungono spesso i 2 000 metri, e perfino i 2 600 ai Picos de Europa, ostacolarono i tentativi d'occupazione. In questa regione ben presto si rifugiarono molti cristiani, provenienti in particolare da Toledo. Qui Pelagio si mise alla testa dei rivoltosi e incominciò una lotta di resistenza agli invasori, attaccando le loro fortezze.
Gli invasori si insediarono a Cordova, con frequenti razzie nel sud della Francia. Nel 722 fu inviata una spedizione nelle Asturie dove Pelagio, con il suo esercito, li attirò nelle gole di Covadonga e li sconfisse. A seguito di questa vittoria, un piccolo gruppo di nobili visigoti ed asturiani, inizió a recuperare il territorio perso durante la conquista musulmana del 711, incorporando nella propria orbita le terre di nessuno fra i fiumi Eo e Duero, creando durante questo periodo un'arte propria, l'arte preromanica asturiana, che si estese in tutti i suoi possedimenti, fino all'attuale Galizia meridionale.

### Arabi e Mozarabi
Mentre il regno delle Asturie si rafforzava e si popolava di rifugiati del sud della Spagna, i cattolici assoggettati all'islam si ritrovano sottoposti al pagamento di imposte fissate solo per loro, non avevano diritto di edificare nuovi edifici di culto e nuovi conventi. Anche in questa occasione molti furono quelli che si rifugiarono nelle campagne, mentre gli occupanti si concentravano nei grandi centri. Ancora una volta, eremi sorsero in zone appartate. I cristiani che vivevano in terra musulmana non potevano praticare la loro religione, se non dopo aver fatto atto di sottomissione a un signore Moro.

### Evoluzione del regno delle Asturie

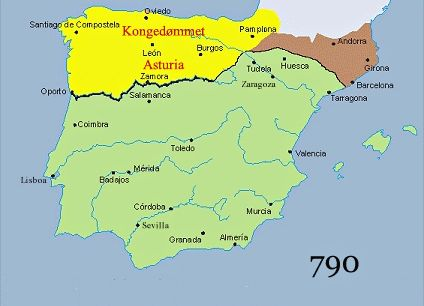
Estensione del Regno delle Asturie, in giallo, nel 790

Nel 789 il re Bernardo delle Asturie trasferì di nuovo la capitale a Oviedo; la città fu saccheggiata nel 794, ma nonostante questa sconfitta, la Reconquista incominciò.
Il territorio, com'era successo con Roma e Toledo, non fu facile da sottomettere, stabilendosi nel 722 un'indipendenza di fatto, dapprima come Principato con Pelagio e suo figlio Favila e poi, con Alfonso I il Cattolico, come Regno delle Asturie.
Quando Carlo Magno morì, nell'814, i «confini del suo impero coincidevano con la linea delle coste del continente europeo dalla foce dell'Elba  ai Pirenei» che a loro volta dividevano l'impero carolingio dal mondo islamico. Dopo la conquista della Spagna da parte degli Arabi, erano comunque rimaste due enclave: «un piccolo numero di Visigoti si era infatti ritirato all'estrema periferia nord-occidentale della penisola dove aveva fondato il piccolo regno delle Asturie e Galizia. Il re di questo piccolo stato, Alfonso II il Casto aveva dimostrato la più profonda devozione per Carlo Magno e spesso gli aveva inviato ricchi doni».
Con Alfonso Magno si arrivò all'apogeo del potere del regno delle Asturie. Alfonso III, avanzando anche lungo il Duero, riuscì a conquistare le roccaforti di Zamora, Simancas, San Esteban de Gormaz ed Osma.
Nel 905, Alfonso III, con colpo di Stato, depose il re di Pamplona, Fortunato Garcés sostituendolo con Sancho I Garcés. Col sostegno dei nobili galiziani conquistò il Nord del Portogallo. Alla sua morte, il regno asturiano occupava tutto il nord ovest peninsulare, da Porto ad Álava. Prima di morire divise il regno fra i suoi tre figli: a García, il figlio maggiore, andò il León, a Ordoño, il secondogenito, andò la Galizia e a Fruela, terzogenito, andarono le Asturie.
Nella divisione il regno più importante fu quello di León e quando Fruela II, nel 925, riunificò nuovamente i tre regni in un unico regno, trasferì la capitale a León, dando vita ad un nuovo regno: il Regno di León.

### Il secondo millennio
La monarchia asturiana si trasformò nel X secolo nel Regno di León. Durante i secoli medievali, l'isolamento permesso dalla Cordigliera cantabrica e la scarsa vocazione alla navigazione degli abitanti del luogo fecero sì che le fonti storiche a nostra disposizione siano scarse. Dopo la rivolta del figlio di Enrico II di Trastámara, si stabilì il principato.
Nel XVI secolo il territorio raggiunse per la prima volta i 100 000 abitanti, raddoppiati grazie all'arrivo del mais americano nel secolo seguente.
L'8 maggio 1808, la Junta General del Principado de Asturias dichiarò guerra alla Francia. Il 1º gennaio 1820, l'ufficiale Rafael de Riego si promosse a Cadice, proclamando la Costituzione del 1812.
Dal 1830 cominciò lo sfruttamento del carbone, dando inizio così alla rivoluzione industriale nella Comunità. Più tardi si sviluppò l'industria siderurgica e navale.
Il 5 ottobre 1934 si scatenò una rivolta (Rivoluzione delle Asturie) principalmente di minatori, contro l'entrata del CEDA nel governo.
La guerra civile dette luogo alla divisione della regione in due schieramenti, dal 18 luglio al 20 ottobre 1937. Dopo 20 anni si concluse la definitiva industrializzazione della regione.

## Cultura

### Arte e architettura

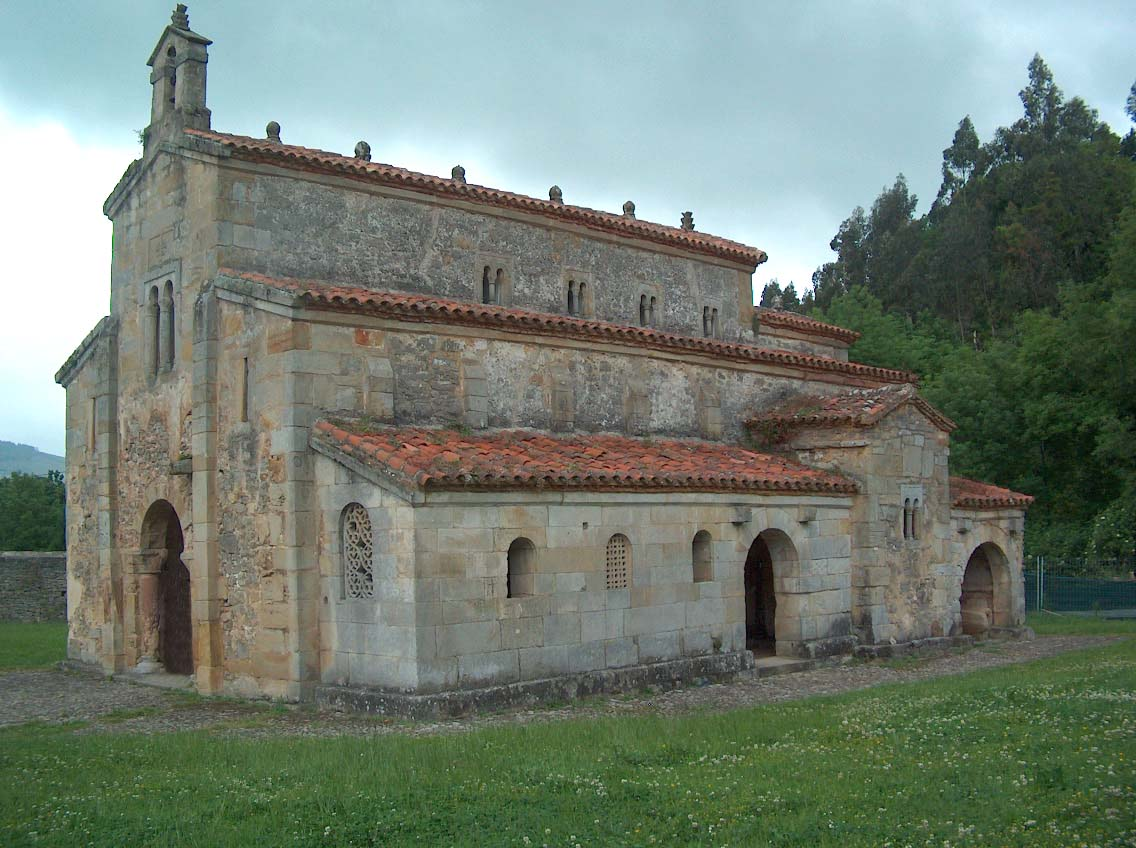
San Salvador Valdedios, tipico esempio di arte asturiana

Le Asturie possiedono un ricco patrimonio artistico caratterizzato: da una fase visigotica, visibile soprattutto nei residui architettonici, conservati grazie alla resistenza opposta in questa regione all'invasione araba iniziata nel 711 d.C.; dalla fase visigota derivò un'architettura autoctona (Arte asturiana), in qualche modo conclusiva del periodo artistico visigoto e comunque definibile preromanica suddivisibile in tre periodi: il primo in corrispondenza con il regno di Alfonso II el Casto (791-842), di stile preromanico alfonsino, rappresentato da monumenti come San Julián de los Prados a Oviedo (840), realizzato grazie all'architetto Trioda, uno dei primi noti nell'ambito dell'architettura europea.
La chiesa risente dell'influenza visigota nella pianta, evidenziata nella ricerca di sintesi fra lo schema greco a croce e quello basilicale, nelle due cappelle in testa e nella sala posta sopra l'abside, ma si distacca, invece, dall'architettura visigota per l'introduzione di un grande spazio trasversale che accoglie tre navate e termina con tre absidi, anziché una sola, caratterizzate dalla presenza di arcate cieche.
Il secondo periodo (842-850), chiamato "ramirense", è incentrato sulla figura di Ramiro I.
I suoi architetti sono da considerarsi tra i più creativi dell'Alto-Medioevo, e tra i monumenti più rappresentativi vi è Santa María del Naranco, nelle vicinanze di Oviedo, originariamente concepita come palazzo reale, caratterizzata da una originale pianta rettangolare che presenta elementi risolutivi anticipanti il gotico, quali le logge coperte da volte a botte e ripartite in sette campate. Sia per le decorazioni esterne, sia soprattutto per l'armonia all'interno fra gli elementi statici e quelli decorativi, il monumento è stato definito simbolo della "Rinascenza" austuriana. Nei pressi di questa chiesa vi è un altro monumento "ramirense" molto significativo, San Miguel de Lillo, chiesa della quale sono sopravvissute solo le due prime campate rispetto all'originale struttura a tre navate; l'insieme enumera molti elementi proto-gotici.
Il terzo periodo, collocabile storicamente intorno alla fine del IX secolo e agli inizi del X secolo, evidenzia qualche elemento derivante dall'arte mediorientale, come ad esempio il portico semichiuso della chiesa San Salvador de Valdedios e complessivamente attesta l'inizio di una generale decadenza.

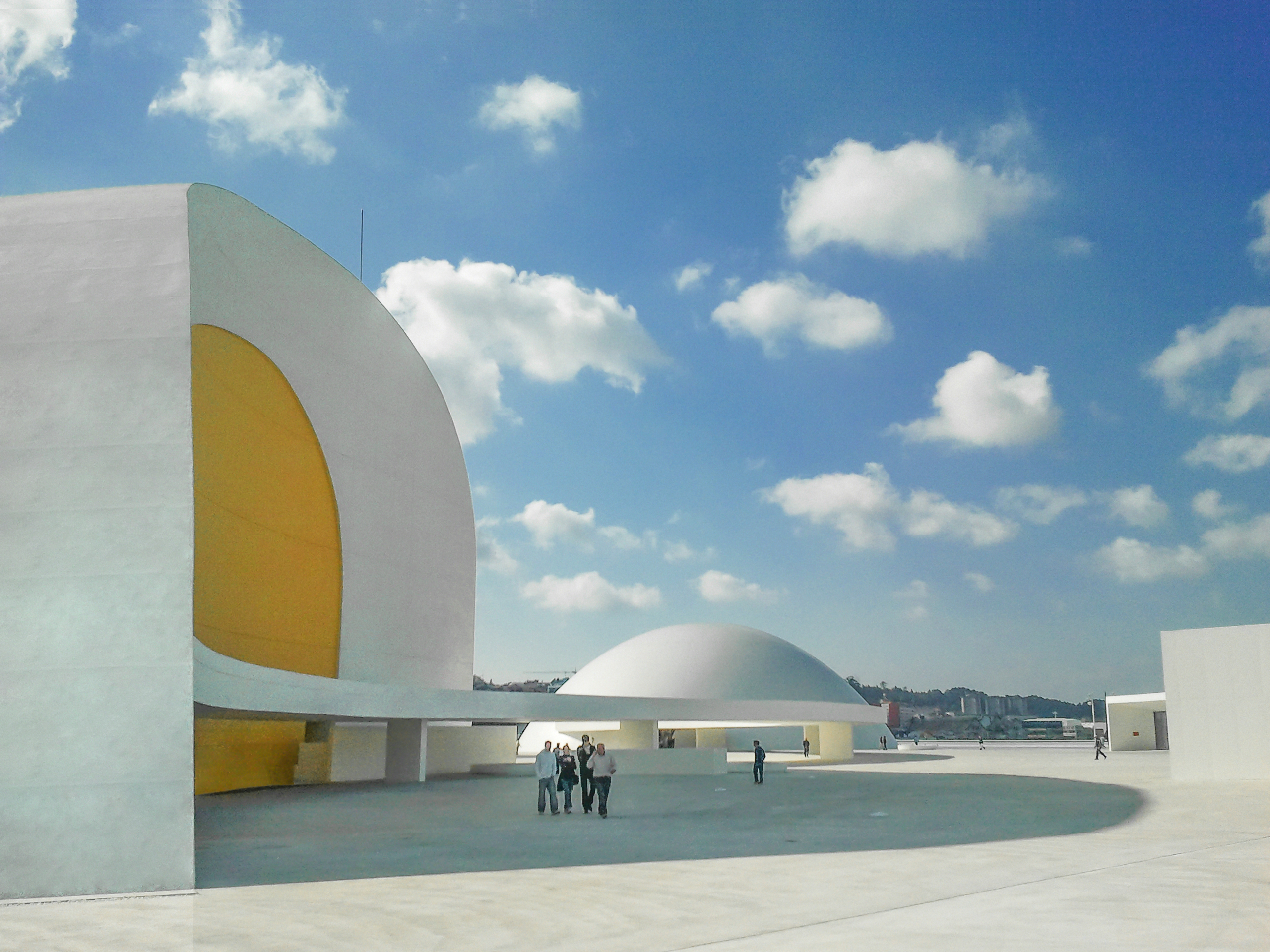
Centro Niemeyer, architettura contemporanea nelle Asturie

L'arte romanica è molto presente poiché tutta la regione era attraversata da una delle rutas jacobeas (Cammino di Santiago, in cui si distinguono il monastero di San Pedro de Villanueva (vicino a Cangas de Onís) e Santa María del Junco (Ribadesella).
Lo stile gotico non abbonda, anche se esistono grandi dimostrazioni di questo stile come la Cattedrale di San Salvador a Oviedo.
L'insieme artistico di Oviedo è considerato fra i Patrimoni dell'umanità dall'UNESCO.
Tra i pittori del XX secolo si distinguono Darío de Regoyos (1857-1913), Evaristo Valle (1873-1951) e Nicanor Piñole (1878-1978).
Al 2011 si registra l'apertura del Centro Culturale Internazionale Oscar Niemeyer, a Avilés, unica opera dell'architetto brasiliano Oscar Niemeyer in Spagna.

### Gastronomia

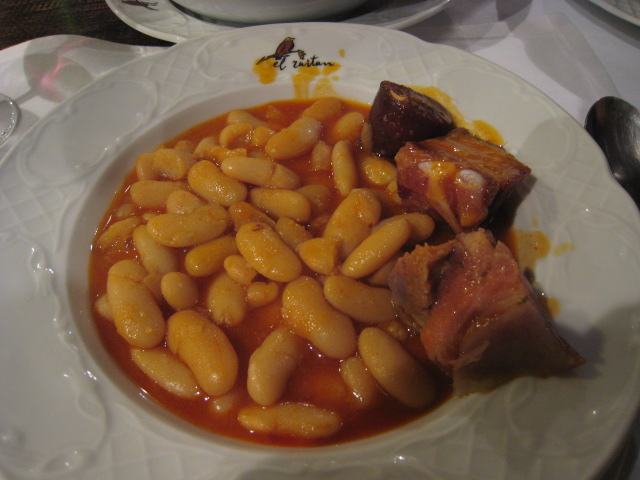
La ben nota fabada

Il piatto più conosciuto delle Asturie è la fabada, potente stufato fatto con grossi fagioli bianchi (fabes), spalla di maiale (lacón), salsiccia nera di sanguinaccio (morcilla), salsiccia piccante (chorizo) e pancetta (tocino).
Oltre al piatto più famoso, per la relativa vicinanza di pascoli, oceano e monti, la gastronomia asturiana presenta pietanze particolari e molto apprezzate per ogni genere di piatto: una grande varietà di pesce fresco e frutti di mare, specialmente dalle parti di Cudillero, ma anche la buona qualità della sua carne di manzo, vitello e bue.
Esistono più di 100 varietà diverse di squisiti formaggi artigianali, dei quali il Queso de Cabrales è il più famoso. Se si preferisce un dolce, il più tradizionale è il riso col latte (arroz con leche) e le casadiellas (sfogliatine ripiene di frutta secca come noci, mandorle o nocciole, previamente tritate, mescolate con zucchero e bagnate con un po' di liquore).
La bibita asturiana per eccellenza è il sidro, localmente conosciuto come sidra. La Sidra asturiana viene servita in modo particolare, in grandi bicchieri di vetro sottile versando piccole quantità di sidra dalla bottiglia da posizione molto distante in alto (sopra la testa) nel bicchiere, posizionato alla vita, in modo da poter ottenere una maggior ossigenazione della bibita.

### Letteratura
Si distinguono:
- Jovellanos (1744-1811)
- Leopoldo Alas Clarín (1851-1901)
- Ramón Pérez de Ayala (1880-1962)
- Alejandro Casona (1903-1965)
- Carlos Bousoño (1923-2015)
- Ángel González (1925-)
- Mariano Antolín Rato (1943-)
- Aurelio González Ovies (1964-)

### Musica

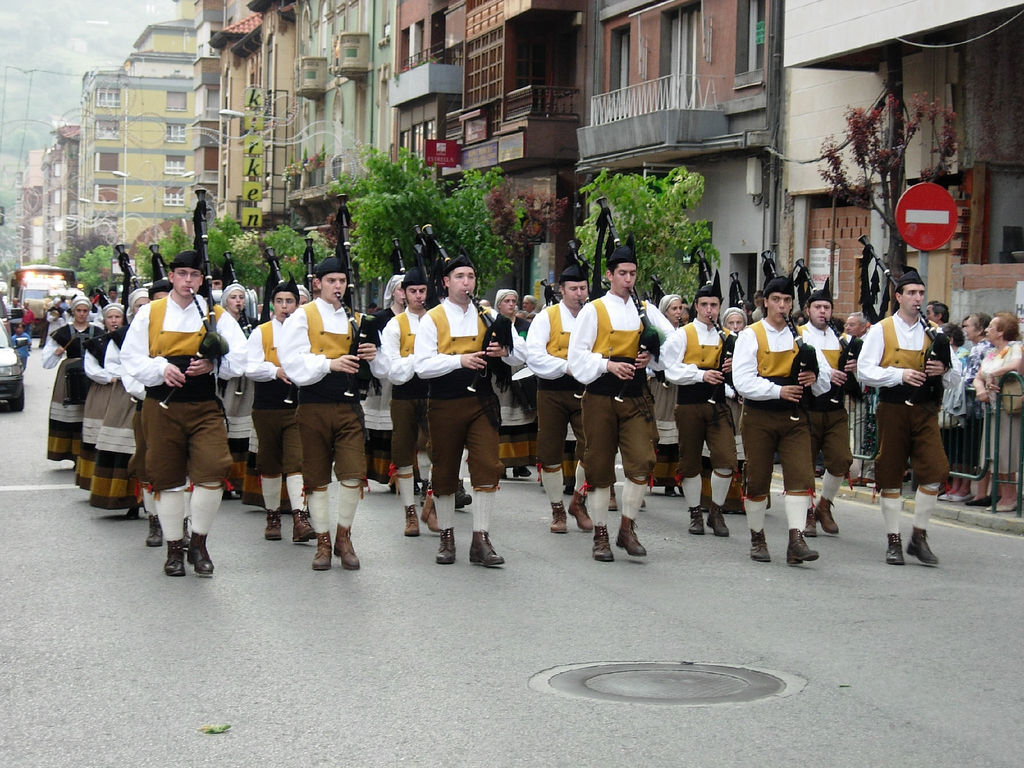
Banda di suonatori di gaites

La musica e la danza sono varie e proprie della regione.
Lo strumento più caratteristico è la gaita, la "cornamusa a tre canne", due sonore e una per soffiare, che viene utilizzata in numerose danze popolari.
Le formazioni musicali più abbondanti sono quelle di musica folk: suonatori di cornamusa tradizionali come Xuacu Amieva, gruppi di "musica celtica" (Llan de Cubel o Felpeyu i più conosciuti), numerose bande di cornamuse, il Colectivu Muyeres, o la fusione che rappresenta Hevia. Ma il Principato è anche culla di numerosi gruppi rock e pop come i Doctor Explosion (60's Punk), Los Berrones (agro-rock, del quale sono creatori), Ilegales (punk), Zapato Veloz (difficilmente classificabili), WarCry (heavy metal), Fe de Ratas (punk), Meinhoff, Jacky Trap (Nu-Metal, rock), rock radicale come Dixebra e pop come Melendi, Australian Blonde, Manta Ray o Nosoträsh.

## Aree di interesse naturalistico

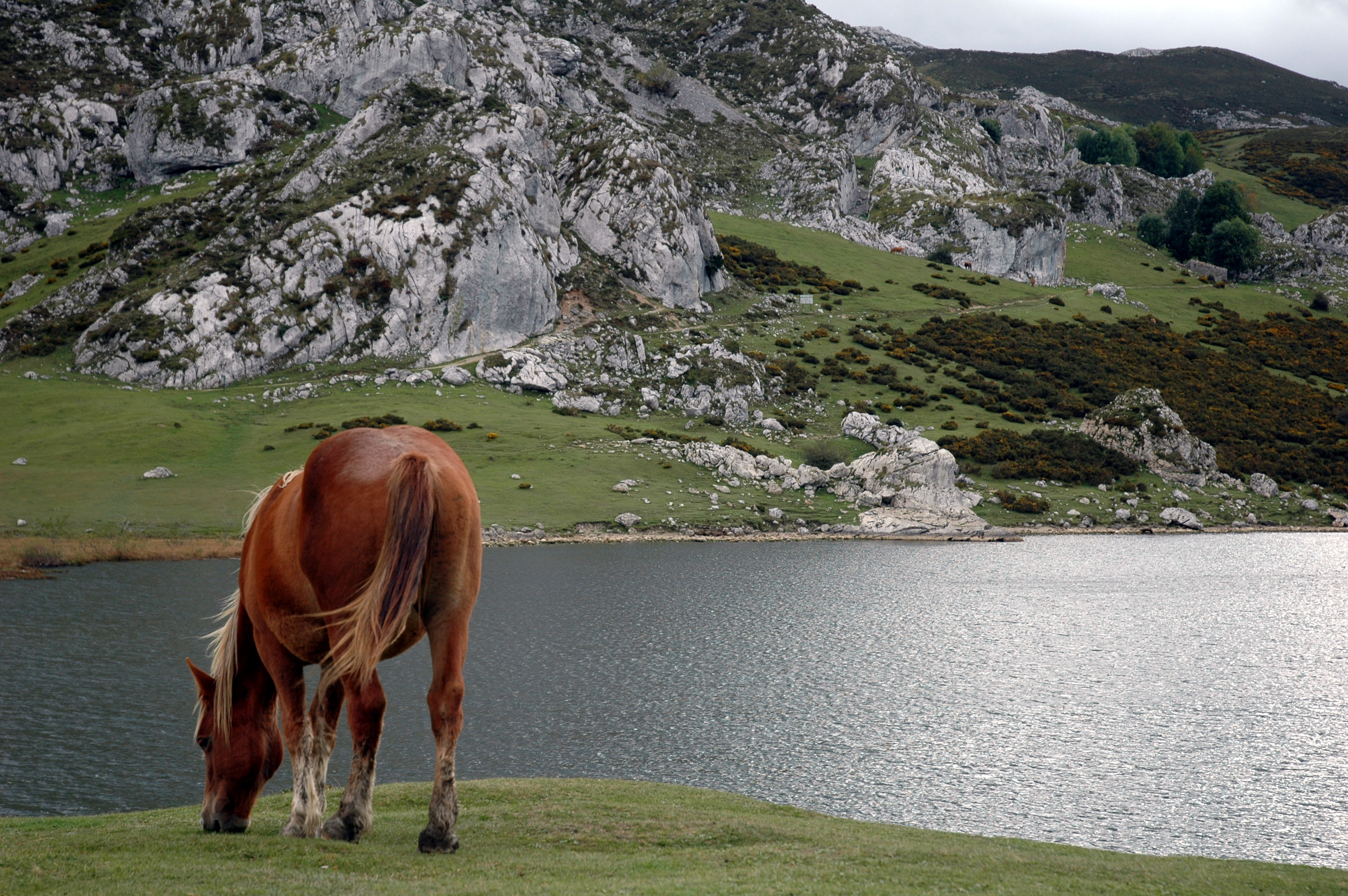
Lago di Ercina, presso Covadonga

Si tratta di una comunità montana e costiera che comprende numerose e conosciute zone naturalistiche (alcune di loro protette come parchi naturali o riserve); bisogna distinguere:
- Cima de L'Angliru
- Naranjo de Bulnes (Picu Urriellu)
- Parque Nacional de los Picos de Europa
- Ruta del Cares
- Ruta del Alba
- Cabo Peñas y Cabo Vidío
- Playa del Silencio
- Bufones de Llanes
- Lagos de Covadonga (Picos de Europa) e Lagos de Saliencia (Somiedo)
- Reservas de la Biosfera
  - Parque Natural de Redes
  - Parque Natural de Somiedo
  - Reserva Natural Integral del Bosque de Muniellos

## Sport

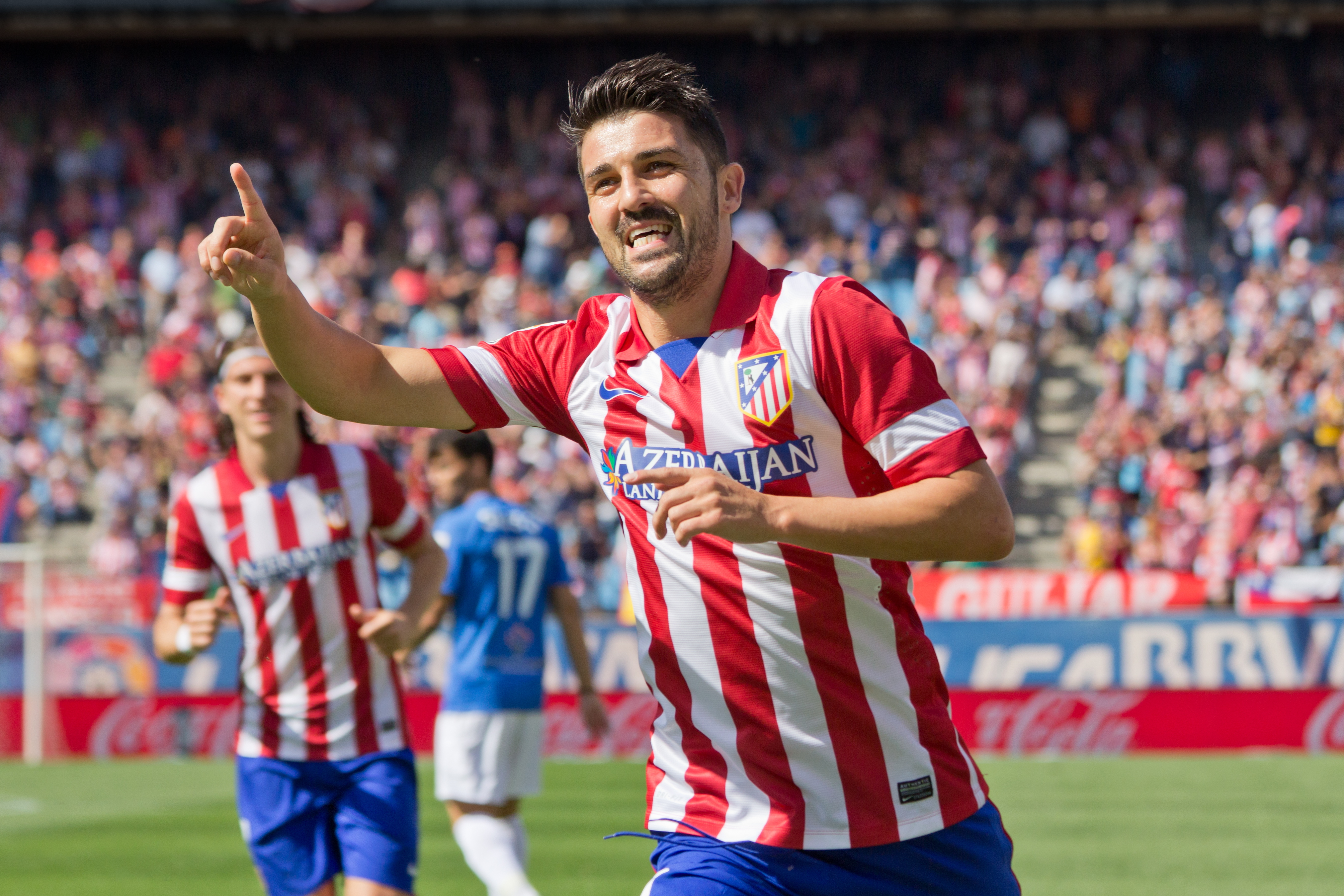
David Villa

Le principali squadre di calcio del Principato, Real Sporting de Gijón e Real Oviedo, militano entrambe attualmente in Segunda División, contando molti tifosi. Lo Esfer Oviedo di hockey e l'Oviedo Moderno di calcio femminile hanno disputato numerosi campionati nelle massime categorie.
Il pilota Fernando Alonso è uno dei protagonisti dei primi anni del III millennio nella Formula 1, ha vinto il campionato del mondo per due anni con la squadra Renault ed è nato a Oviedo. L'ex allenatore della Roma ed ex calciatore del Barcellona Luis Enrique e l'ex centravanti della nazionale spagnola David Villa sono entrambi asturiani. I ciclisti professionisti José Manuel Fuente e Vicente López Carril (attivi negli anni 1970), José Luis Rubiera, Santiago Pérez e Samuel Sánchez sono tutti asturiani.

## Economia
Il PIL pro capite delle Asturie è di 24600 € (2021), simile a quello della Basilicata (24500 €).

## Politica
Il capo del governo della regione è il Presidente, mentre un parlamento autonomo legifera nelle materie regionali.

## Istruzione

### Università
- Università di Oviedo